# Cá sam
Cá sam hay cá đuối nước ngọt (Danh pháp khoa học: Potamotrygon) là một chi cá đuối nước ngọt trong họ Potamotrygonidae thuộc bộ cá đuối ó (Myliobatiformes) phân bố ở các con sông ở Nam Mỹ. Cá sam là một loài sinh vật cổ sơ mà lại sinh sống ở một nơi rậm rạp nguyên sơ nên chúng không có nhiều biến đổi so với thời kì đầu. Chúng được ưa chuộng để nuôi làm cảnh với giá cả rất đắt.
Giống như các loài cá đuối gai độc khác, các loài cá thuộc giống này có nọc ngạnh ở gốc đuôi và vết đốt của chúng rất nguy hiểm đối với con người.Người ta nói rằng những người bản xứ ở Nam Mỹ sợ cá đuối hơn cá piranha.
Potamotrygon khác nhau đáng kể về màu sắc, kiểu dáng và kích thước, với chiều rộng đĩa tối đa từ 31 cm ở P. wallacei to 1,5 m ở P. brachyura.

## Các loài
- Potamotrygon boesemani (Rosa, de Carvalho & de Almeida Wanderley, 2008)[6]
- Potamotrygon brachyura (Günther, 1880)[7]
- Potamotrygon castexi (Castello & Yagolkovski, 1969)[8]
- Potamotrygon constellata (Vaillant, 1880)[9]
- Potamotrygon falkneri (Castex, 1963)[10]
- Potamotrygon henlei (Castelnau, 1855)[11]
- Potamotrygon hystrix (Müller & Henle, 1841)[12]
- Potamotrygon leopoldi (Castex & Castello, 1970)[13]
- Potamotrygon magdalenae (Duméril -ex Valenciennes-, 1865)[14]
- Potamotrygon marinae (Deynat, 2006)[15]
- Potamotrygon motoro (Müller & Henle, 1841)[12]
- Potamotrygon ocellata (Engelhardt, 1912)[16]
- Potamotrygon orbignyi (Castelnau, 1855)[17]
- Potamotrygon schroederi (Fernández-Yépez, 1958)[18]
- Potamotrygon schuhmacheri (Castex, 1964)[19]
- Potamotrygon scobina (Garman, 1913)[20]
- Potamotrygon signata (Garman, 1913)[20]
- Potamotrygon yepezi (Castex & Castello, 1970)[21][22][23][24][25][26][27]

## Đặc điểm

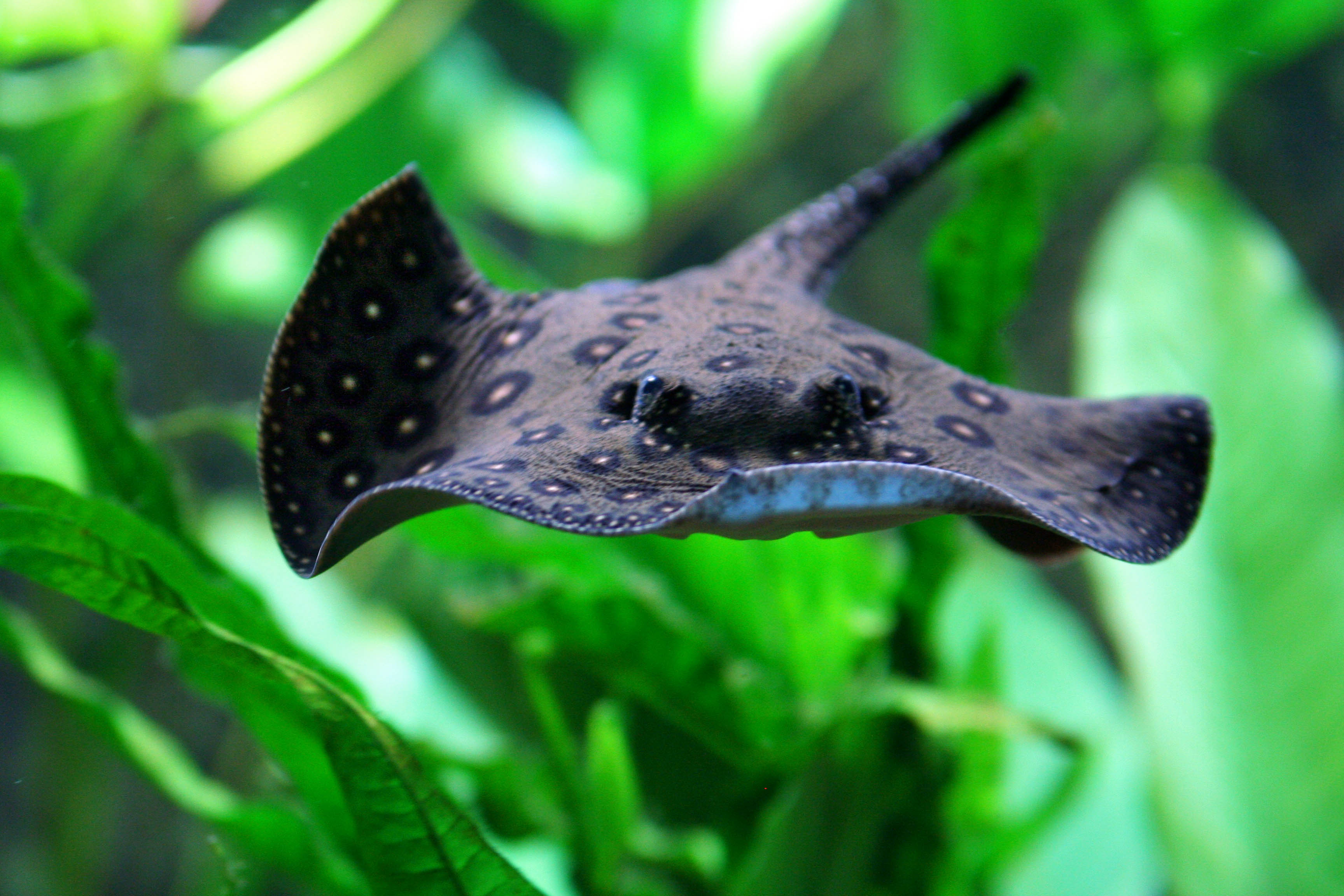
Cá sam

Cá sam khi trưởng thành có thể đạt kích thước 50–60 cm. Một con cá sam khỏe, đẹp, giống tốt thường được đánh giá căn cứ trên vài đặc điểm sau: 2 mắt giương cao, mắt sáng, có đốm hoa trong mắt, khoảng giữa 2 mắt phẳng nhẵn, đốm viền rõ nét, đuôi thẳng không lộ gai cái, sam có sức khỏe tốt, đốm hoa đẹp, dày đốm và có cả đốm bụng rất hiếm, giống này thường đẻ vào giờ rất thất thường, ví dụ như nửa đêm hoặc gần sáng
Chúng là loài cá có độc, chúng có một cái gai nhọn có độc hình răng cưa nằm phía sau đuôi. Đây cũng là vũ khí quan trọng giúp chúng tồn tại và phát triển, bị gai đâm phải thì sẽ tạo nên vết rộp lớn và cảm giác cực kì bỏng rát. Muốn điều trị không phải là cho vào nước lạnh mà ngâm vào nước nóng hết sức chịu đựng để trung hòa chất độc. Cá sam là loài chủ yếu sống ở tầng đáy và rất dễ nuôi, đặc biệt cách bơi lội vô cùng uyển chuyển của chúng, cá sam với cách bơi uốn lượn thực sự đẹp mắt
Loài này có rất nhiều các loại cá sam khác nhau và được phân biệt chủ yếu qua màu sắc và hoa văn. Tên các loại sam được đặt dựa trên nhận diện bên ngoài của mỗi con. 

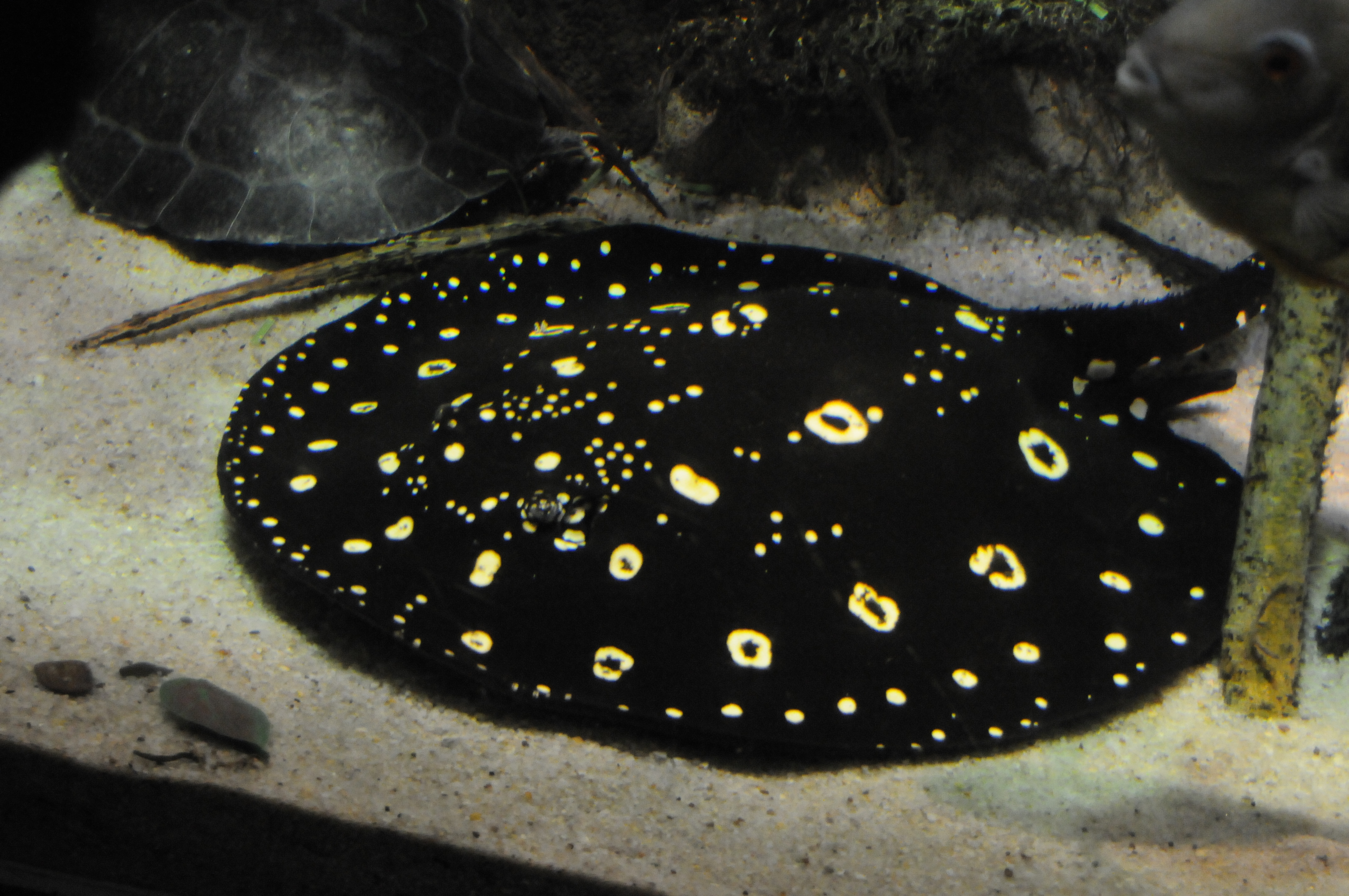
Cá sam ngân hà

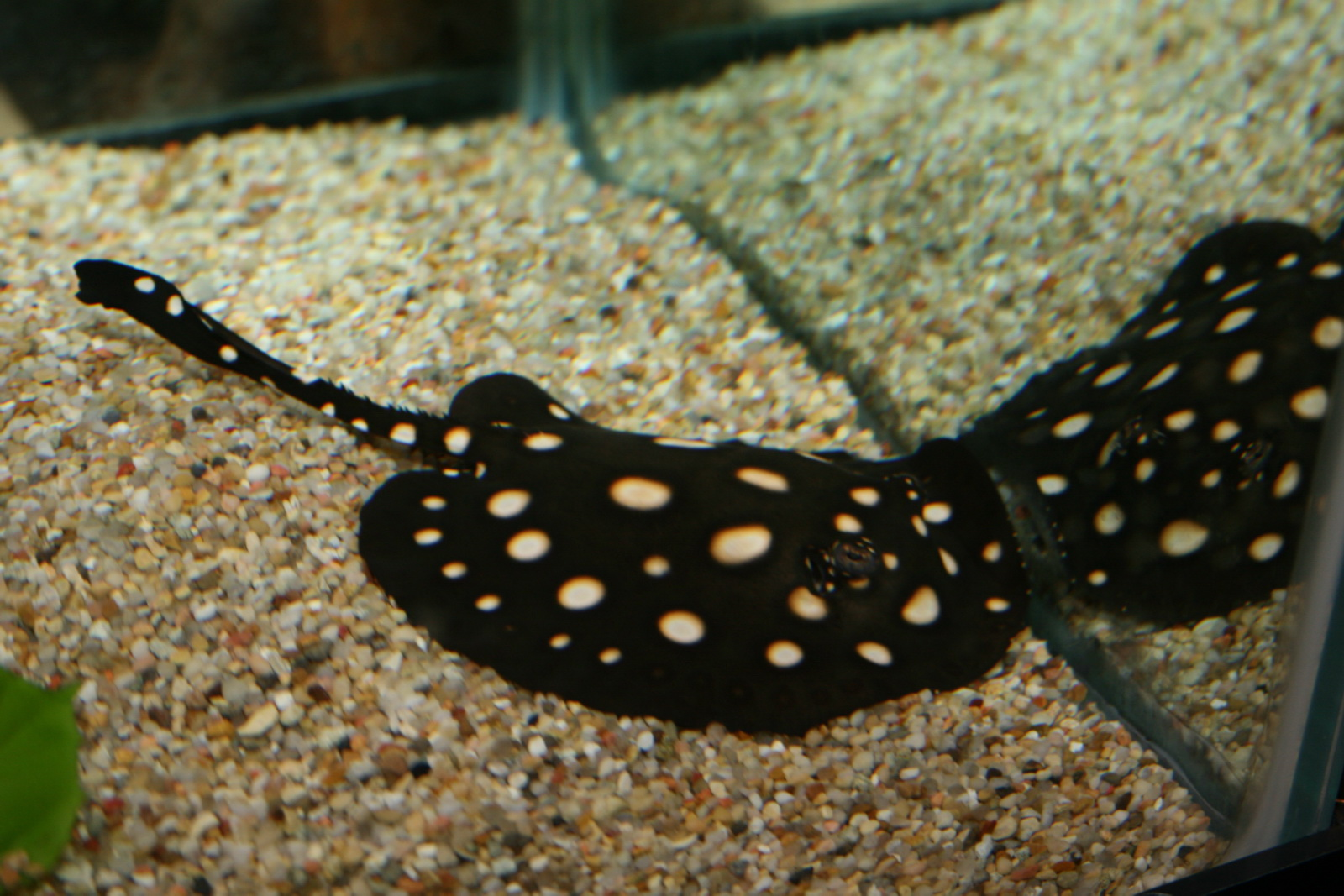
Cá sam đốm

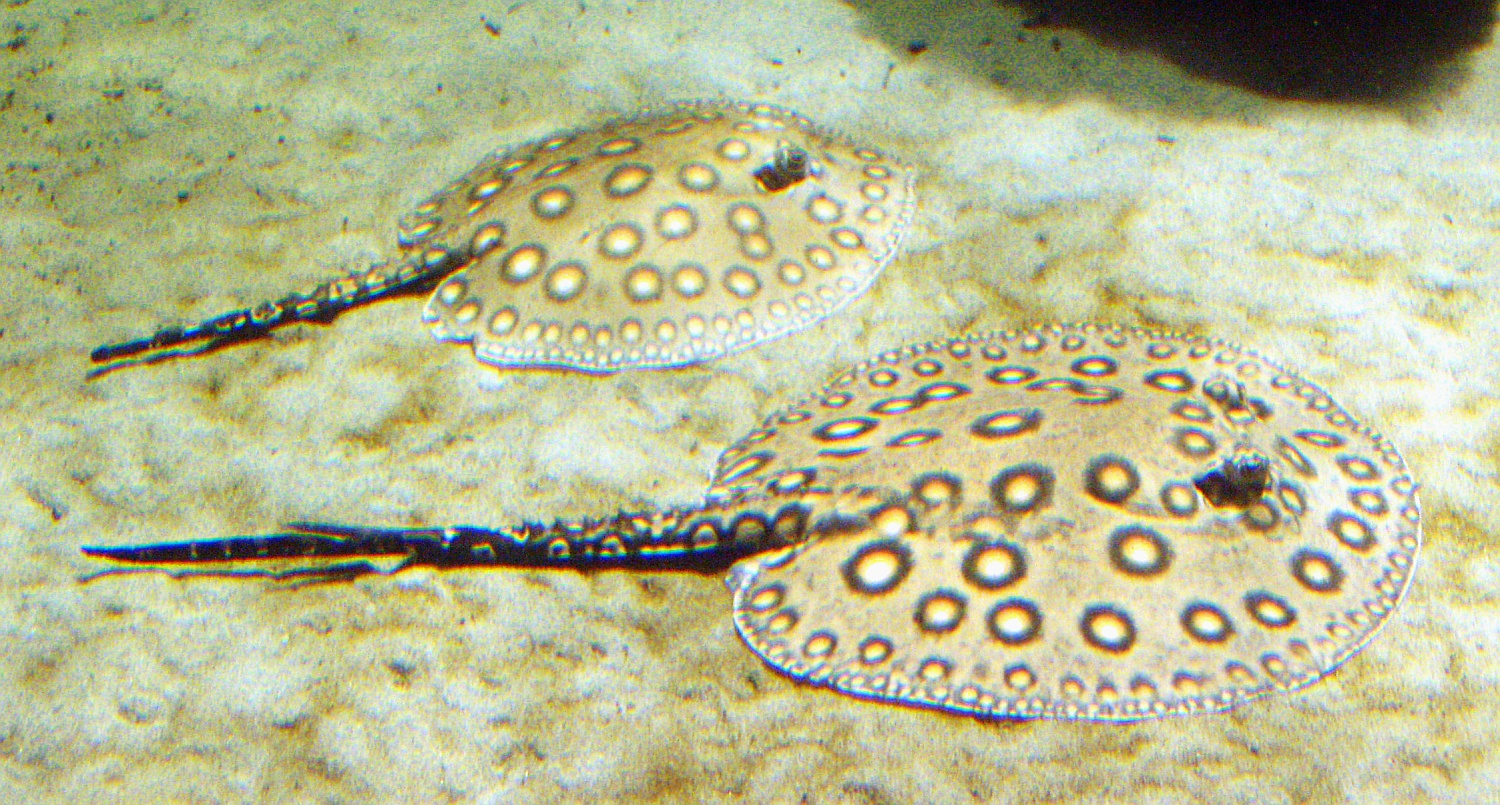
Cá sam mo to

- Sam Black Diamond thường có các đốm to, dày nổi trên nền nhiều đốm nhỏ,
- Sam Galaxy lại có vẻ ngoài như 1 dải ngân hà trên nền trời nhung đen với các đốm sao trắng kích thước tương đồng nhau.
- Sam Moto xấu hơn nhưng nết ăn khỏe, sinh sản tốt, đặc biệt giá thành lại khá bình dân.
- Cá sam đen với những chấm đen trắng độc đáo
- Cá sam hổ với hoa văn to và rực rỡ

## Tập tính ăn
Thức ăn chính của sam là tôm, thức ăn phụ là chạch, cá nhỏ, giun, thịt trùng trục, hầu, cá tạp nhỏ, cá đông lạnh. Trung bình 1 ngày, một con sam trưởng thành có thể ăn tới 2,5 kg tôm trong 2-3 bữa chính, chưa kể bữa phụ. Lượng ăn của sam bé bằng khoảng 1/4-1/3 lượng ăn của sam lớn, dựa trên lượng thức ăn tiêu thụ mỗi bữa, người nuôi có thể đánh giá sức khỏe của từng con một.
Một con Cá sam khỏe mạnh rất phàm ăn và chấp nhận nhiều loại thức ăn khác nhau. Thích hợp nhất là thức ăn tươi sống như trùn đen (blackworm) và trùn đất, tép ma (ghost shrimp). Ngoài ra, nếu đã quen mùi, hầu hết cá sam sẽ chấp nhận tôm đông lạnh và các loại thức ăn tương tự khác như thịt cá mướp (smelt), cá hồi (salmon), sò ốc. Cá sam có ưu điểm là ăn tốt.

## Cá cảnh
Sam cảnh có tên chính xác là cá đuối nước ngọt. Cũng như nhiều loài cá nước ngọt khác thì cá sam xuất xứ từ các dòng sông ở châu Mỹ, tuy nhiên lại được nhập vào nước ta từ các trại nuôi bên Thái Lan và Trung Quốc. Cá sam được nuôi khá nhiều ở một số nước như Thái Lan, Malaysia, Nhật Bản, Đài Loan, là vật nuôi có giá bán rất đắt đỏ. Những con sam đẹp hiện được rao bán trên thị trường quốc tế dao động từ vài trăm triệu tới cả tỷ đồng.
Sam cảnh đã nhanh chóng được dân chơi cá xếp vào tốp 3 vật nuôi đắt và đẹp hàng đầu ở Việt Nam gồm cá rồng, cá hổ và cá sam, so với 2 loài cá hổ và cá rồng, cá sam dễ nuôi hơn, mang vẻ đẹp mềm mại, độc đáo và có giá trị kinh tế cao. Cá sam sam Black Diamond (Kim cương đen) mới sinh tầm 1 - 2 tháng đã có giá hơn 20 triệu đồng, sam Galaxy (Bầu trời đầy sao) cũng xấp xỉ 20 triệu đồng/ con. Loài sam rẻ nhất là sam Moto có giá khoảng 1 - 2 triệu đồng/con.
Hiện một cặp Black Diamond thuần chủng gây giống ở tuổi trường thành có giá bán tại thị trường quốc tế không dưới 600 triệu đồng. Trong cả đàn sam may ra chỉ có 1-2 con giống đặc sắc. Vì chủ buôn không bán lẻ nên nhiều khi tôi phải mua nguyên cả đàn chỉ để lấy một con giống tốt, nhiệt độ nước trong bể luôn phải ổn định từ 30 - 32 độ C, độ muối luôn phải đạt 0.2 - 0.3 (tương đương 2 – 3 kg muối/khối nước).